# Кавача (річка)
Кавача — річка на північному сході півострова Камчатка. Довжина річки — 26 км. Протікає по території Олюторського району Камчатського краю. Бере витік з західних схилів гори «Тризуб», протікає в міжгірській долині зі швидкістю 1,3 м/с, впадає в лагуну «Кавача» Олюторської затоки. Головна притока — Права Кавача.
Назва в перекладі з коряцької Кавачьын — «горбиста».

## Дані водного реєстру
За даними державного водного реєстру Росії відноситься до Анадиро-Колимського басейнового округу.
За даними геоінформаційної системи водогосподарського районування території РФ, підготовленої Федеральним агентством водних ресурсів:
- Код водного об'єкта в державному водному реєстрі — 19060000212120000002556
- Код за гідрологічною вивченістю (ГВ) — 120000255
- Код басейну — 19.07.00.002
- Номер тому з ГВ — 20
- Випуск за ГВ — 0